# Scarborough (plaats in het Verenigd Koninkrijk)
Scarborough (Nederlands, verouderd: Scharenburg) is een plaats in het bestuurlijke gebied Scarborough, in het Engelse graafschap North Yorkshire. De plaats telt 50.135 inwoners.
Scarborough Castle is een 12e-eeuwse fortificatie aan de Noordzeekust. Het kasteel ligt op een rotsig schiereiland uitkijkend over Scarborough. Het werd gebouwd in opdracht van Hendrik II van Engeland. 
Aan de voet van het kasteel ligt een kleine haven. Hier ligt ook het oude centrum en dit is een belangrijke toeristische trekpleister met veel hotels, restaurants, theaters en andere uitgaansgelegenheden. Medio 17e eeuw werd het een kuuroord door de natuurlijke bronnen. Het was al vroeg een toeristenplaats en met de aanleg van de spoorweg in 1845 namen de bezoekersaantallen sterk toe. Diverse hotels werden gebouwd zoals de Grand Hotel. Dit hotel kwam in 1867 gereed en was destijds een van de grootste hotels ter wereld, met 12 verdiepingen en 365 kamers. 
Tijdens de Eerste Wereldoorlog werd de plaats in de ochtend van 16 december 1914 beschoten door Duitse marineschepen. Een half uur vuurden de schepen op de plaats met 17 doden en 99 gewonden tot gevolg.
Toerisme is de belangrijkste bron van inkomsten voor de plaatselijke bevolking; langs het strand staan voornamelijk casino’s en bingohallen. Verder speelt de visserij nog een bescheiden rol. In Scarborough bevindt zich het Stephen Joseph Theatre, de thuisbasis van auteur Alan Ayckbourn. De stad bezit tevens een natuurhistorisch museum (Rotunda) en het stadspark Peasholm Park met een eiland waarop zich een oosterse tempel bevindt. Op de strandpromenade van Scarborough bevindt zich een betonnen sterrenkaart in de openlucht.
Lokaal nieuws voor de stad wordt verzorgd door Yorkshire Coast Radio.

## Bekende inwoners van Scarborough

### Geboren
- Frederic Leighton (1830-1896), schilder en beeldhouwer
- James Paul Moody (1887-1912), zeeman en sixth officer op het schip Titanic
- Edith Sitwell (1887-1964), schrijfster
- Sacheverell Sitwell (1897-1988), schrijver en broer van Edith Sitwell
- Charles Laughton (1899-1962), acteur en regisseur
- Ben Kingsley (1943), acteur
- Penelope Wilton (1946), actrice

### Overleden
- Anne Brontë (1820-1849), schrijfster

## Galerij

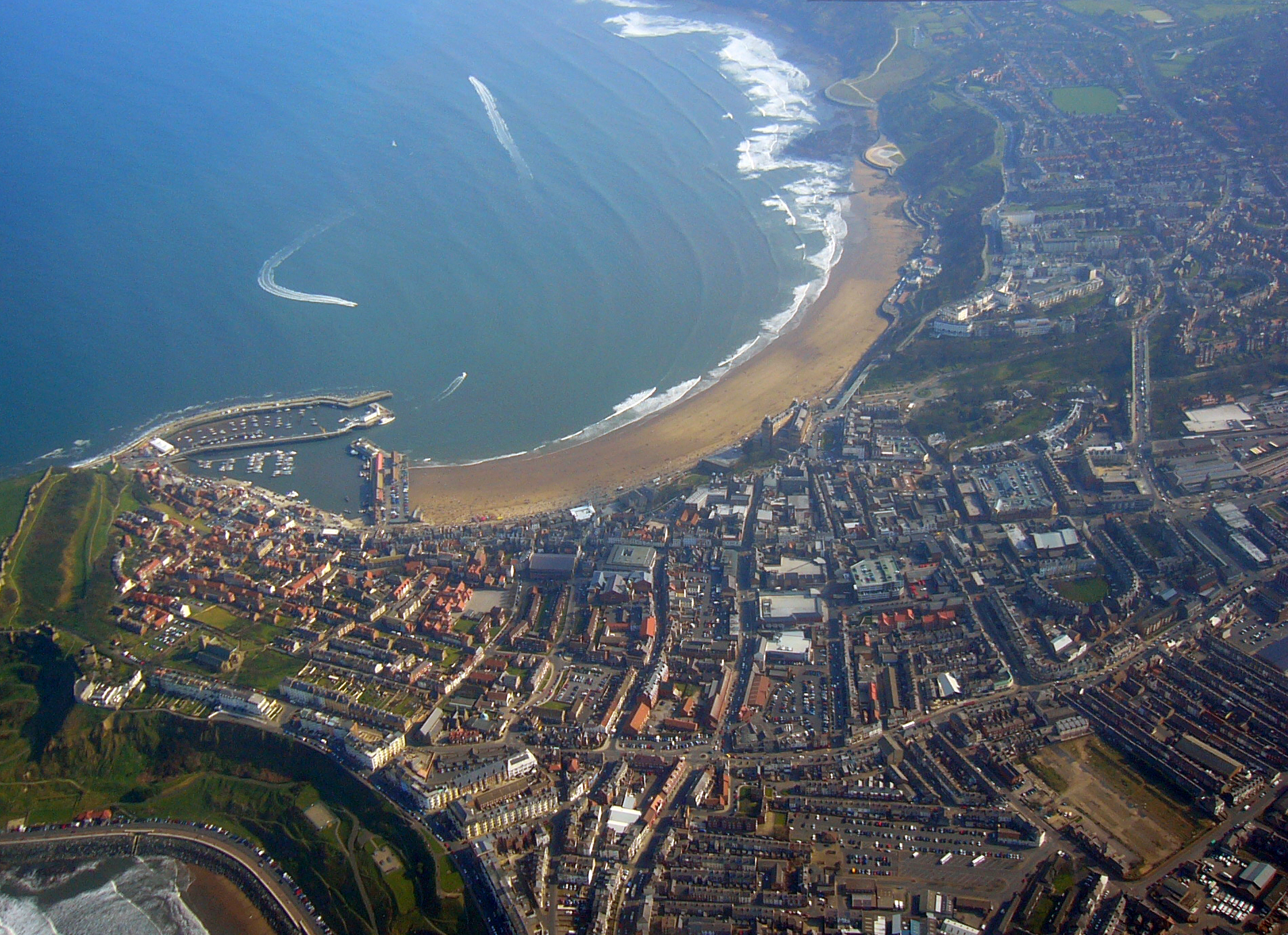
Scarborough
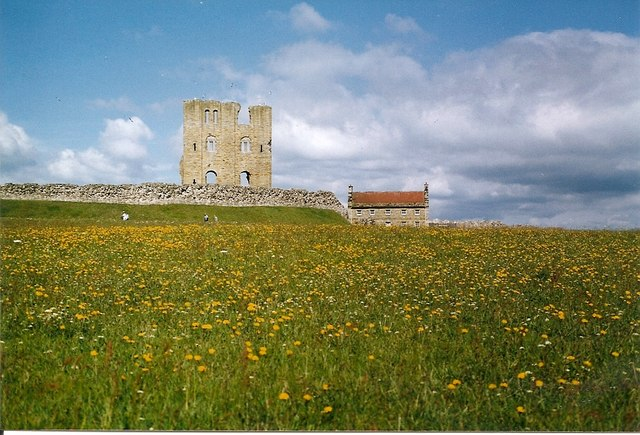
Scarborough Castle
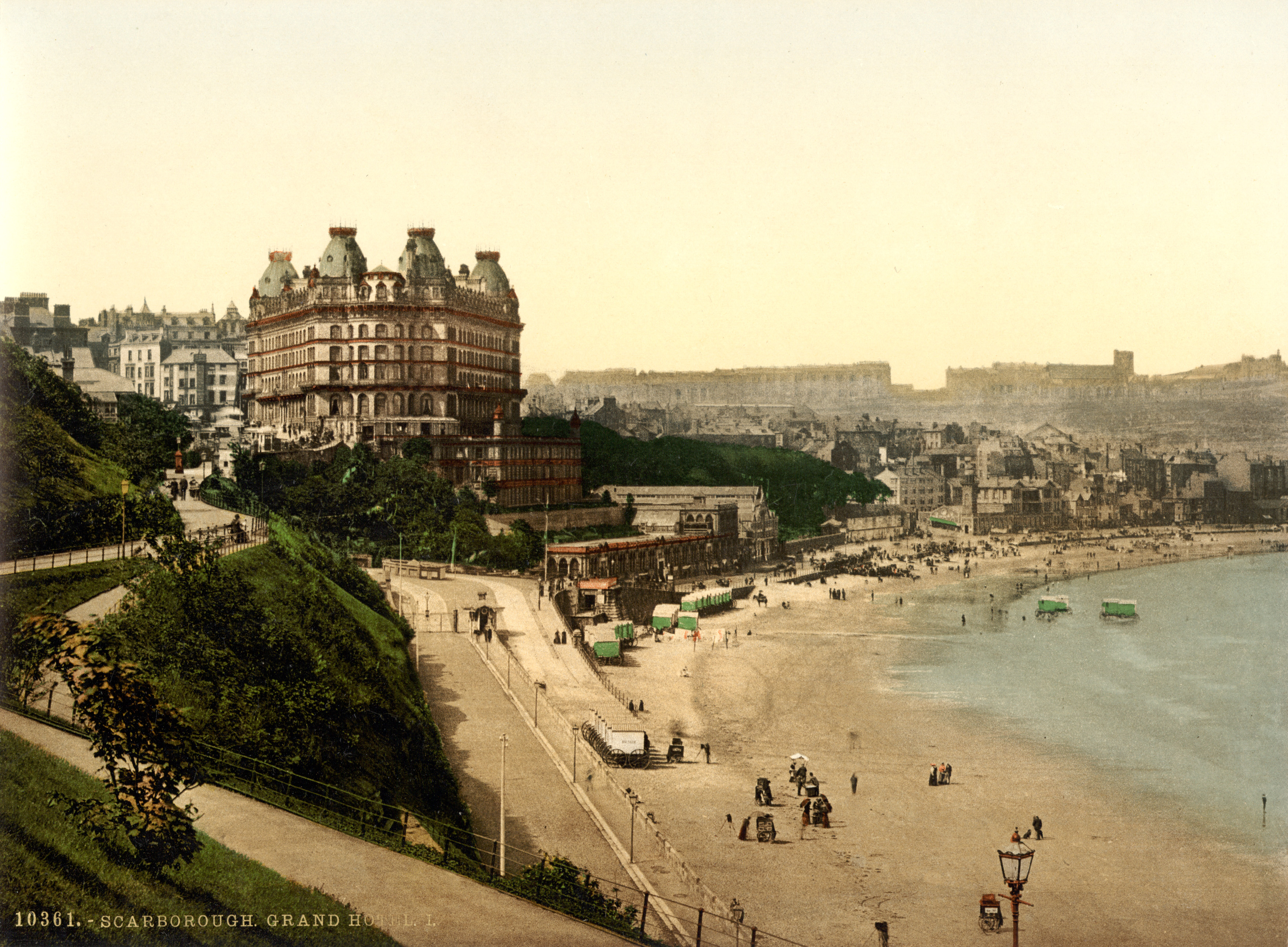
Grand Hotel